# منغوليا في دورة الألعاب الآسيوية 1974
شَارَكَتْ منغوليا في دورة الألعاب الآسيوية 1974 التي عُقدت في مدينة طهران الإيرانيَّة من 1 إلى 16 سبتمبر 1974. حصل الرياضيون المَنغوليُون على 15 ميدالية إجمالًا، بما في ذلك ميداليتين ذهبيتين، واحتلوا المركز العاشر في جدول الميداليات.

## مَراجِع
1. ↑  "Overall medal standings – Tehran 1974". Olympic Council of Asia. ocasia.org. مؤرشف من الأصل في 2012-03-08. اطلع عليه بتاريخ 2011-06-24.